# W (canção)
W é uma canção do álbum Cuts for Luck and Scars for Freedom pelo cantor Mystic com a colaboração de Planet Asia.
Em 2002, a canção foi nomeado para um Grammy em 2001 na categoria Best Rap/Sung Collaboration.

## Prêmios e indicações
| Ano  | Prêmio        | Nomeação               | Categoria                   | Resultado |
| ---- | ------------- | ---------------------- | --------------------------- | --------- |
| 2002 | Grammy Awards | "W" (com: Planet Asia) | Best Rap/Sung Collaboration | Indicado  |